# LA Who Am I to Love You
«LA Who Am I to Love You» es un poema de la cantautora estadounidense Lana Del Rey de su primera colección de poesía, Violet Bent Backwards over the Grass (2020). El poema fue grabado por Del Rey para su álbum de palabra hablada del mismo nombre con acompañamiento musical de Jack Antonoff. La canción se lanzó en medios digitales el 27 de julio de 2020, el día antes del lanzamiento del álbum, lo que la convierte en la única pista del álbum disponible digitalmente.

## Antecedentes
Anunciada en 2018, Del Rey dio señales de su colección de poesía varias veces antes de anunciar su lanzamiento en agosto en mayo de 2020. Tras el anuncio, el editor, Simon & Schuster, emitió un comunicado publicitario que anunciaba varios poemas nuevos, incluido «LA Who Am I to Love You». Un día antes del lanzamiento del disco, Del Rey lanzó la versión de la canción como adelanto promocional.
Como el resto del álbum, la canción fue escrita por Del Rey y producida por Antonoff. Las ganancias del álbum están destinadas a beneficiar a organizaciones y organizaciones benéficas centradas en los nativos estadounidenses.

## Sinopsis
Contado en primera persona, el poema sigue a la narradora en un recuerdo nostálgico y emocional de su vida. Humanizando a la ciudad de Los Ángeles como persona, Del Rey le suplica a «LA» si puede ser alguien importante para él. Los temas principales del poema incluyen el remordimiento, la culpa, la fama, la infancia turbulenta y el engaño.
La canción hace referencia a las ciudades de Los Ángeles, San Francisco y Nueva York.